# Castell de Sant Jordi (Sant Jordi Desvalls)
El Castell de Sant Jordi és un edifici de Sant Jordi Desvalls (Gironès) declarat bé cultural d'interès nacional.

## Descripció
El castell de Sant Jordi fou construït pel baró Andreu de Biure, a mitjans del segle xv, si bé es desconeix si anteriorment hi havia hagut una fortificació anterior. El castell ocupava la part més elevada del turó on s'assenta el poble, indret on avui hi ha l'església i la plaça de la Constitució, on es pot resseguir en bona part el seu perímetre. La fortalesa era de planta aproximadament quadrada amb el sector oriental sobresortint, on hi hauria l'antiga església, inclosa dins el perímetre del castell. Diversos trams de part inferior de la muralla, atalussada i obrada amb grans carreus, es poden observar a la Plaça del Doctor Robert i carrer de la Tarongeta, al nord, a les partes exteriors de l'església, a l'est, i a la Plaça de Clos Garriga, al sud. Una de les torres del castell, de planta quadrada, correspon a l'actual campanar de l'església, on també es conserva la base escarpada. L'any 2000 una intervenció arqueològica a la Plaça de la Constitució va permetre documentar part tram occidental de les muralles, amb restes de dues portes, perímetre assenyalat en l'actual paviment de la plaça. El castell fou enderrocat al segle xviii, i se n'aprofitaren diversos elements, com la torre esmentada o les actuals dependències de la sagristia de l'església.

## Història
Les primeres referències documentals de Sant Jordi Desvalls corresponen a un document de l'any 1136 on s'esmenta l'església parroquial de Sant Jordi. En aquell segle Sant Jordi Desvalls pertanyia al comtat d'Empúries, fins a l'any 1316 quan gran part la jurisdicció passà a mans dels Bisbat de Girona, que, malgrat el canvis de propietat posteriors, perdurà en alguns aspectes fins al segle xviii. Als segles xiv i xv la jurisdicció reial hi tenia també molts drets; Alfons el Magnànim l'any 1424 va vendre els seus drets per 3.000 florins al baró Andreu de Biure, senyor que va fer edificar el castell al centre de la població. Consta que durant la guerra civil de 1462-1472 la reina Joana Enríquez i l'infant Ferran, futur rei, s'hi van allotjar uns dies durant el setge de Girona. L'any 1642 el Capítol de la Catedral de Girona va comprar la baronia i la jurisdicció del castell, lloc i terme de Sant Jordi, i l'any 1655 es va sol·licitar l'enderroc que la fortalesa, que la inutilització de la fortalesa, petició que no fou acceptada. L'any 1735 s'iniciaren les obres d'ampliació de l'església, acabades l'any 1737, adoptant l'aspecte actual i modificant l'antic recinte del castell.
Amb motiu de les obres de renovació de la pavimentació del conjunt històric medieval de Sant Jordi Desvalls, l'any 2000 es va portar a terme una intervenció arqueològica a la Plaça de la Constitució, ja que havia format part antigament del castell. Als angles est i oest de la plaça són visibles encara restes de l'antiga muralla de tancament; a més, fotografies de principis del segle xx, quan la plaça encara no estava pavimentada, mostren també restes de muralla. La intervenció va permetre documentar el perímetre complet de la muralla que tancava el pati del castell.